# Problema de la cuadratura del círculo de Tarski
El problema de la cuadratura del círculo de Tarski es el reto, planteado por Alfred Tarski en 1925, de tomar un círculo en el plano, dividirlo en una serie finita de piezas y volver a ensamblar las piezas para obtener un cuadrado que tenga la misma área. Esto fue probado posible por Miklós Laczkovich en 1990, aunque la descomposición hace un uso importante del axioma de elección y no es por tanto constructiva. La descomposición de Laczkovich usa alrededor de 1050 piezas diferentes.
En particular, es imposible diseccionar un círculo y hacer un cuadrado utilizando piezas que podrían ser cortadas con tijeras (es decir, teniendo la frontera de la curva de Jordan). Las piezas usadas en la demostración de Laczkovich son subconjuntos no medibles.
De hecho Laczkovich demostró que el ensamblaje puede realizarse usando solo translaciones; las rotaciones no son requeridas. A lo largo del camino, también ha demostrado que cualquier polígono simple en el plano puede ser descompuesto en una serie de piezas finitas y vuelto a ensamblar usando solo traslaciones para formar un cuadrado con la misma área. El teorema de Wallace–Bolyai–Gerwien es un resultado relacionado pero mucho más sencillo: afirma que uno puede conseguir tal descomposición de un polígono simple con una serie finita de piezas poligonales si las traslaciones y las rotaciones están permitidas para el ensamblaje.
De un resultado de Wilson (2005) se deduce que es posible escoger las piezas de tal manera que pueden ser movidas continuamente mientras que queden disjuntas para producir el cuadrado. Además, este enunciado más fuerte puede ser probado también para que se consiga solo mediante traslaciones.
Estos resultados deberían compararse con las descomposiciones mucho más paradójicas en tres dimensiones proporcionadas por la paradoja de Banach–Tarski; aquellas descomposiciones incluso pueden cambiar el volumen de un conjunto. Aun así, en el plano, una descomposición en una serie finita de piezas tiene que preservar la suma de las medidas de Banach de las piezas, y por tanto no puede cambiar el área total de un conjunto (Wagon, 1993).